# Teorema de Banach-Alaoglu
En análisis funcional y ramas relacionadas de las matemáticas, el teorema de Banach-Alaoglu (también conocido como teorema de Alaoglu) afirma que la bola unidad cerrada del espacio dual de un espacio vectorial normado es compacta en la topología débil*. Una prueba habitual identifica la bola unidad en topología débil* como un subconjunto cerrado de un producto de conjuntos compactos con la topología producto. Como consecuencia del teorema de Tíjonov, este producto, y por tanto la bola unidad en su interior, es compacto.
Stefan Banach publicó en 1932 una demostración de este teorema para espacios vectoriales normados separables, y la primera prueba para el caso general la publicó el matemático Leonidas Alaoglu en 1940.
Dado que el teorema de Banach-Alaoglu se prueba a través del teorema de Tíjonov, se construye sobre el marco axiomático de ZFC, in particular sobre el axioma de elección. La mayor parte de resultados del análisis funcional también se basa en ZFC. Sin embargo, el teorema no necesita el axioma de elección en el caso separable, en este caso se tiene una demostración constructiva.
Este teorema tiene aplicaciones en física, donde se describe el conjunto de estados de un álgebra de observables, dado que cualquier estado se puede escribir como combinación lineal convexa de estados puros.

## El teorema
Sea X un espacio normado, su dual X* es por tanto también un espacio normado (con la norma de operadores).
La bola unidad cerrada de X* es compacta con respecto a la topología débil*.
Esto es una motivación para tener diferentes topologías en un mismo espacio dado que en contraste la bola unidad en la topología de norma es compacta si y solo si el espacio es finito-dimensional, debido al lema de Riesz.

## Teorema de Banach-Alaoglu sucesional
Un caso especial del teorema de Banach-Alaoglu es la versión sucesional del teorema, que afirma que la bola unidad cerrada del espacio dual de un espacio vectorial normado separable es sucesionalmente compacta en la topología débil*. De hecho, la topología débil* sobre la bola unidad cerrada del dual de un espacio separable es metrizable, y por tanto compacidad y compacidad sucesional son equivalentes.
Específicamente, sea X un espacio normado separable y B la bola unidad cerrada en X∗. Dado que X es separable, sea {xn} un subconjunto denso numerable. Entonces se puede definir una métrica para x, y ∈ B:
{\displaystyle \rho (x,y)=\sum _{n=1}^{\infty }\,2^{-n}\,{\frac {\left|\langle x-y,x_{n}\rangle \right|}{1+\left|\langle x-y,x_{n}\rangle \right|}}}
donde {\displaystyle \langle \cdot ,\cdot \rangle } denota la aplicación dual de X∗ con X. La compacidad sucesional de B en esta métrica se puede demostrar con un argumento de diagonalización similar al empleado en la demostración del teorema de Arzelà-Ascoli.
Debido a la naturaleza constructiva de su demostración (en contraste con el caso general, que está basado en el axioma de elección), el teorema de Banach-Alaoglu sucesional se usa a menudo en el campo de las ecuaciones en derivadas parciales para construir soluciones de EDP o problemas variacionales. Por ejemplo, si se quiere minimizar un funcional {\displaystyle F:X^{*}\to {\mathbb {R} }}  en el dual de un espacio vectorial normado separable X, una estrategia habitual es construir primero una sucesión minimizadora  {\displaystyle x_{1},x_{2},\ldots \in X^{*}}  que se aproxima al ínfimo de F, usar el teorema de Banach-Alaoglu sucesional para extraer una subsucesión que converja en la topología débil* a un límite x, y establecer entonces que x es un minimizador de F. El último paso suele requerir que F obedezca una propiedad de semicontinuidad inferior (sucesional) en la topología débil*.
Cuando X∗ es el espacio de medidas de Radon finitas sobre la recta real (de forma que {\displaystyle X=C_{0}({\mathbb {R} })}

## Generalización: teorema de Bourbaki-Alaoglu
El teorema de Bourbaki-Alaoglu es una generalización desarrollada por Bourbaki a topologías duales en espacios localmente convexos.
Dado un espacio localmente convexo separado X con dual continuo X ' entonces el polar U0 de cualquier entorno U en X es compacto en la topología débil σ(X ',X) sobre X '.
En el caso de un espacio vectorial normado, el polar de un entorno es cerrado y acotado en el espacio dual. Por ejemplo, el polar de la bola unidad es la bola unidad cerrada en el dual. En consecuencia, para un espacio vectorial normado (y por tanto en un espacio de Banach), el teorema de Bourbaki-Alaoglu es equivalente al teorema de Banach-Alaoglu.

## Demostración
Para todo x en X, sea
{\displaystyle D_{x}=\{z\in \mathbb {C} :\left|z\right|\leq \|x\|\},}
y
{\displaystyle D=\prod _{x\in X}D_{x}.}
Dado que cada Dx es un subconjunto compacto del plano complejo, D es también compacto en la topología producto por el teorema de Tíjonov.
Se puede identificar la bola unidad cerrada en X*, B1(X*), como un subconjunto de D de manera natural:
{\displaystyle f\in B_{1}\left(X^{*}\right)\mapsto (f(x))_{x\in X}\in D.}
Esta aplicación es inyectiva y continua, con B1(X*) con la topología débil* y D con la topología producto. Su inversa, definida sobre su rango, es también continua.
El teorema quedará demostrado si el rango de la aplicación anterior es cerrado. Pero esto es también claro. Si se tiene una red
{\displaystyle (f_{\alpha }(x))_{x\in X}\to (\lambda _{x})_{x\in X}}
en D, entonces el funcional definido por
{\displaystyle g(x)=\lambda _{x}}
permanece en B1(X*).

## Consecuencias
- En un espacio de Hilbert, todo conjunto acotado y cerrado es débilmente relativamente compacto dado que toda red acotada tiene una subred débilmente convergente (los espacios de Hilbert son reflexivos)
- Como los conjuntos convexos y cerrados en norma son débilmente cerrados (teorema de Hahn-Banach), las clausuras en norma de conjuntos acotados convexos en espacios de Hilbert o espacios de Banach reflexivos son débilmente compactos.
- Los conjuntos cerrados y acotados en B(H) son precompactos con respecto a la topología de operadores débil (que es más débil que la topología ultradébil, que en este caso es la topología débil* con respecto al predual de B(H), los operadores de clase de traza). Por tanto las sucesiones acotadas de operadores tienen un punto de acumulación débil.

Como consecuencia, B(H) tiene la propiedad de Heine-Borel, si tiene el operador débil o la topología ultradébil.
- Si X es un espacio de Banach reflexivo, entonces toda sucesión acotada en X tiene una subsucesión débilmente convergente (esto se sigue de aplicar el teorema de Banach-Alaoglu a un subespacio débilmente metrizable de X; o, más sucintamente, aplicando el teorema de Eberlein-Šmulian). Por ejemplo, supongamos que X=Lp(μ), 1<p<∞. Sea fn una sucesión acotada de funciones en X. Entonces existe una subsucesión fnk y una f ∈ X tal que

{\displaystyle \int f_{n_{k}}g\,d\mu \to \int fg\,d\mu }
para todo g ∈ Lq(μ) = X* (donde 1/p+1/q=1). El resultado correspondiente para p=1 no es cierto, ya que L1(μ) no es reflexivo.
Se debe tener en cuenta que aunque lo aparente, el teorema de Banach-Alaoglu no implica que la topología débil* sea localmente compacta. Esto es porque la bola unidad cerrada es solo un entorno del origen en la topología fuerte, pero habitualmente no es un entorno del origen en la topología débil*, ya que tiene interior vacío en la topología débil*, a menos que el espacio sea finito-dimensional. De hecho, Weil probó que todos los espacios vectoriales topológicos de Hausdorff localmente compactos deben ser finito-dimensionales.